# Tests de détection de l'antigène du paludisme
 (décembre 2021).
La mise en forme du texte ne suit pas les recommandations de Wikipédia : il faut le « wikifier ».
Les points d'amélioration suivants sont les cas les plus fréquents. Le détail des points à revoir est peut-être précisé sur la page de discussion.
- Les titres sont pré-formatés par le logiciel. Ils ne sont ni en capitales, ni en gras.
- Le texte ne doit pas être écrit en capitales (les noms de famille non plus), ni en gras, ni en italique, ni en « petit »…
- Le gras n'est utilisé que pour surligner le titre de l'article dans l'introduction, une seule fois.
- L'italique est rarement utilisé : mots en langue étrangère, titres d'œuvres, noms de bateaux, etc.
- Les citations ne sont pas en italique mais en corps de texte normal. Elles sont entourées par des guillemets français : « et ».
- Les listes à puces sont à éviter, des paragraphes rédigés étant largement préférés. Les tableaux sont à réserver à la présentation de données structurées (résultats, etc.).
- Les appels de note de bas de page (petits chiffres en exposant, introduits par l'outil «  Source ») sont à placer entre la fin de phrase et le point final[comme ça].
- Les liens internes (vers d'autres articles de Wikipédia) sont à choisir avec parcimonie. Créez des liens vers des articles approfondissant le sujet. Les termes génériques sans rapport avec le sujet sont à éviter, ainsi que les répétitions de liens vers un même terme.
- Les liens externes sont à placer uniquement dans une section « Liens externes », à la fin de l'article. Ces liens sont à choisir avec parcimonie suivant les règles définies. Si un lien sert de source à l'article, son insertion dans le texte est à faire par les notes de bas de page.
- La présentation des références doit suivre les conventions bibliographiques. Il est recommandé d'utiliser les modèles {{Ouvrage}}, {{Chapitre}}, {{Article}}, {{Lien web}} et/ou {{Bibliographie}}. Le mode d'édition visuel peut mettre en forme automatiquement les références.
- Insérer une infobox (cadre d'informations à droite) n'est pas obligatoire pour parachever la mise en page.

Pour une aide détaillée, merci de consulter Aide:Wikification.
Si vous pensez que ces points ont été résolus, vous pouvez retirer ce bandeau et améliorer la mise en forme d'un autre article.

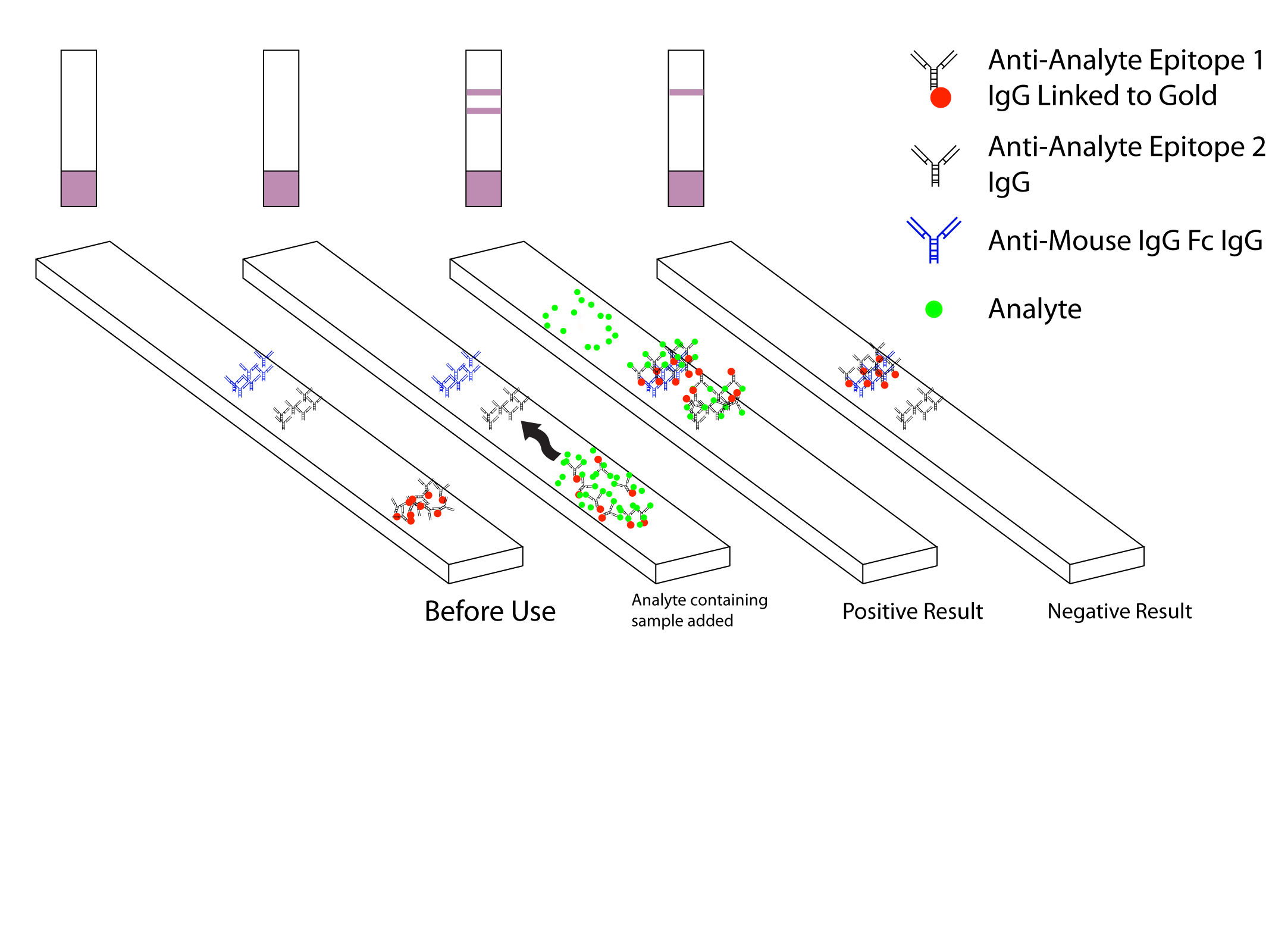
Schéma d'une bandelette réactive

Les tests de détection de l'antigène du paludisme sont un groupe de tests de diagnostic rapide disponibles dans le commerce, de type test rapide de l'antigène, qui permettent un diagnostic rapide du paludisme par des personnes qui ne maîtrisent pas les techniques de laboratoire traditionnelles pour diagnostiquer le paludisme ou dans des situations où ces équipements ne sont pas disponibles. Il existe actuellement plus de 20 tests de ce type disponibles dans le commerce (tests de produits de l'OMS 2008). Le premier antigène du paludisme pouvant servir de cible à un tel test était une enzyme glycolytique soluble, la glutamate déshydrogénase,,. En 2021 aucun des tests rapides n'est aussi sensible qu'un film sanguin épais, ni aussi bon marché. Un inconvénient majeur dans l'utilisation de toutes les méthodes actuelles de bandelette est que le résultat est essentiellement qualitatif. Dans de nombreuses zones endémiques d'Afrique tropicale, l'évaluation quantitative de la parasitémie est cependant importante, car un grand pourcentage de la population sera positif dans tout test qualitatif.

## Tests de diagnostic rapide du paludisme à base d'antigènes
Le paludisme est une maladie curable si les patients ont accès à un diagnostic précoce et à un traitement rapide. Les tests de diagnostic rapide (TDR) à base d'antigènes jouent un rôle important à la périphérie de la capacité des services de santé, car de nombreuses cliniques rurales n'ont pas la capacité de diagnostiquer le paludisme sur place en raison du manque de microscopes et de techniciens formés pour évaluer les films sanguins. En outre, dans les régions où la maladie n'est pas endémique, les techniciens de laboratoire ont une expérience très limitée de la détection et de l'identification des parasites du paludisme. Chaque année, un nombre croissant de voyageurs en provenance des régions tempérées se rendent dans les pays tropicaux et beaucoup d'entre eux reviennent avec une infection palustre. Les tests RDT sont encore considérés comme des compléments à la microscopie conventionnelle, mais avec quelques améliorations, ils pourraient bien remplacer le microscope. Les tests sont simples et la procédure peut être effectuée sur place dans des conditions de terrain. Ces tests se font par piqûre au doigt ou avec du sang veineux, le test complet prend 15 à 20 minutes et un laboratoire n'est pas nécessaire. Le seuil de détection de ces tests de diagnostic rapide est de l'ordre de 100 parasites/µl de sang, contre 5 pour la microscopie à couche épaisse.

### pGluDH
Glutamate déshydrogénase de Plasmodium (pGluDH) précipitée par les anticorps de l'hôte.
Un diagnostic précis est de plus en plus important, compte tenu de la résistance croissante de Plasmodium falciparum et du prix élevé des alternatives à la chloroquine. L'enzyme pGluDH n'est pas présente dans le globule rouge de l'hôte et a été recommandée comme enzyme marqueur pour les espèces de Plasmodium par Picard-Maureau et al. en 1975. Le test de l'enzyme marqueur du paludisme est adapté au travail de routine et constitue désormais un test standard dans la plupart des services traitant du paludisme. La présence de pGluDH est connue pour représenter la viabilité du parasite et un test de diagnostic rapide utilisant la pGluDH comme antigène aurait la capacité de différencier les organismes vivants des organismes morts. Un TDR complet avec la pGluDH comme antigène a été développé en Chine et fait actuellement l'objet d'essais cliniques. Les GluDH sont des enzymes ubiquitaires qui occupent un point de branchement important entre le métabolisme du carbone et de l'azote. Les deux enzymes GluDH dépendantes du nicotinamide adénine dinucléotide (NAD) [EC 1.4.1.2] et du nicotinamide adénine dinucléotide phosphate (NADP) [EC 1.4.1.4] sont présentes dans les Plasmodia ; la GluDH dépendante du NAD est relativement instable et n'est pas utile à des fins de diagnostic. La glutamate déshydrogénase fournit une source de carbone oxydable utilisée pour la production d'énergie ainsi qu'un transporteur d'électrons réduit, le NADH. Le glutamate est un donneur principal d'autres acides aminés dans les réactions de transamination ultérieures. Les multiples rôles du glutamate dans l'équilibre azoté en font une passerelle entre l'ammoniac libre et les groupes aminés de la plupart des acides aminés. Sa structure cristalline est publiée. L'activité de la GluDH dans P. vivax, P. ovale et P. malariae n'a jamais été testée, mais étant donné l'importance de la GluDH comme enzyme de branchement, chaque cellule doit avoir une concentration élevée de GluDH. Il est bien connu que les enzymes de poids moléculaire élevé (comme la GluDH) ont de nombreuses isozymes, ce qui permet de différencier les souches (avec le bon anticorps monoclonal). L'hôte produit des anticorps contre l'enzyme parasite indiquant une faible identité de séquence.

### La protéine II riche en histidine
La protéine II riche en histidine (HRP II) est une protéine hydrosoluble riche en histidine et en alanine, qui est localisée dans plusieurs compartiments cellulaires, y compris le cytoplasme du parasite. L'antigène est exprimé uniquement par les trophozoïtes de P. falciparum. La HRP II de P. falciparum a été impliquée dans la biocristallisation de l'hémozoine, une forme cristalline inerte de ferriprotoporphyrine IX (Fe(3+)-PPIX) produite par le parasite. Une quantité importante de HRP II est sécrétée par le parasite dans la circulation sanguine de l'hôte et l'antigène peut être détecté dans les érythrocytes, le sérum, le plasma, le liquide céphalo-rachidien et même l'urine sous forme de protéine hydrosoluble sécrétée. Ces antigènes persistent dans le sang circulant après que la parasitémie ait disparu ou ait été fortement réduite. Il faut généralement environ deux semaines après un traitement réussi pour que les tests basés sur les HRP2 deviennent négatifs, mais cela peut prendre jusqu'à un mois, ce qui compromet leur valeur dans la détection d'une infection active. Des résultats faussement positifs de bandelettes réactives ont été signalés chez des patients atteints de polyarthrite rhumatoïde positive au facteur rhumatoïde. Comme la HRP-2 n'est exprimée que par P. falciparum, ces tests donneront des résultats négatifs avec des échantillons ne contenant que P. vivax, P. ovale ou P. malariae ; de nombreux cas de paludisme non falciparum peuvent donc être diagnostiqués à tort comme paludisme négatif (certaines souches de P. falciparum ne possèdent pas non plus de HRP II). La variabilité des résultats des TDR basés sur la pHRP2 est liée à la variabilité de l'antigène cible.

### pLDH
La lactate déshydrogénase de P. falciparum (PfLDH) est une oxydoréductase de 33 kDa [EC 1.1.1.27]. C'est la dernière enzyme de la voie glycolytique, essentielle à la production d'ATP et l'une des enzymes les plus abondantes exprimées par P. falciparum. La LDH plasmodiale (pLDH) de P. vivax, P. malariae et P. ovale) présente une identité de 90 à 92 % avec la PfLDH de P. falciparum. On a constaté que les niveaux de pLDH diminuent dans le sang plus tôt après le traitement que la HRP2. À cet égard, la pLDH est similaire à la pGluDH. Néanmoins, les propriétés cinétiques et les sensibilités aux inhibiteurs ciblés sur le site de liaison du cofacteur diffèrent significativement et sont identifiables en mesurant les constantes de dissociation des inhibiteurs qui diffèrent jusqu'à 21 fois.

### pAldo
La fructose-bisphosphate aldolase [EC 4.1.2.13] catalyse une réaction clé dans la glycolyse et la production d'énergie et est produite par les quatre espèces. L'aldolase de P. falciparum est une protéine de 41 kDa et présente une similarité de séquence de 61 à 68 % avec les aldolases eucaryotes connues. Sa structure cristalline a été publiée. La présence d'anticorps contre la p41 dans le sérum d'adultes humains partiellement immunisés contre le paludisme suggère que la p41 est impliquée dans la réponse immunitaire protectrice contre le parasite.